# بیلی اسپرین
بیلی آسپرین (انگلیسی: Billy Sperrin; ۹ آوریل ۱۹۲۲ – ۲۱ ژوئن ۲۰۰۰) بازیکن فوتبال اهل بریتانیا بود.
از باشگاه‌هایی که در آن بازی کرده‌است می‌توان به باشگاه فوتبال هیلینگدون بورو، باشگاه فوتبال برافورد پارک آونیو، باشگاه فوتبال فولام، باشگاه فوتبال چلسی، باشگاه فوتبال تاتنهام هاتسپر، باشگاه فوتبال گیلفورد سیتی، باشگاه فوتبال تانبریج ولز، باشگاه فوتبال میلوال، باشگاه فوتبال وینگیت و فینشلی، باشگاه فوتبال برنتفورد، باشگاه فوتبال برایتون اند هوو آلبیون، و باشگاه فوتبال لیتون اورینت اشاره کرد.